# 大街道商店街

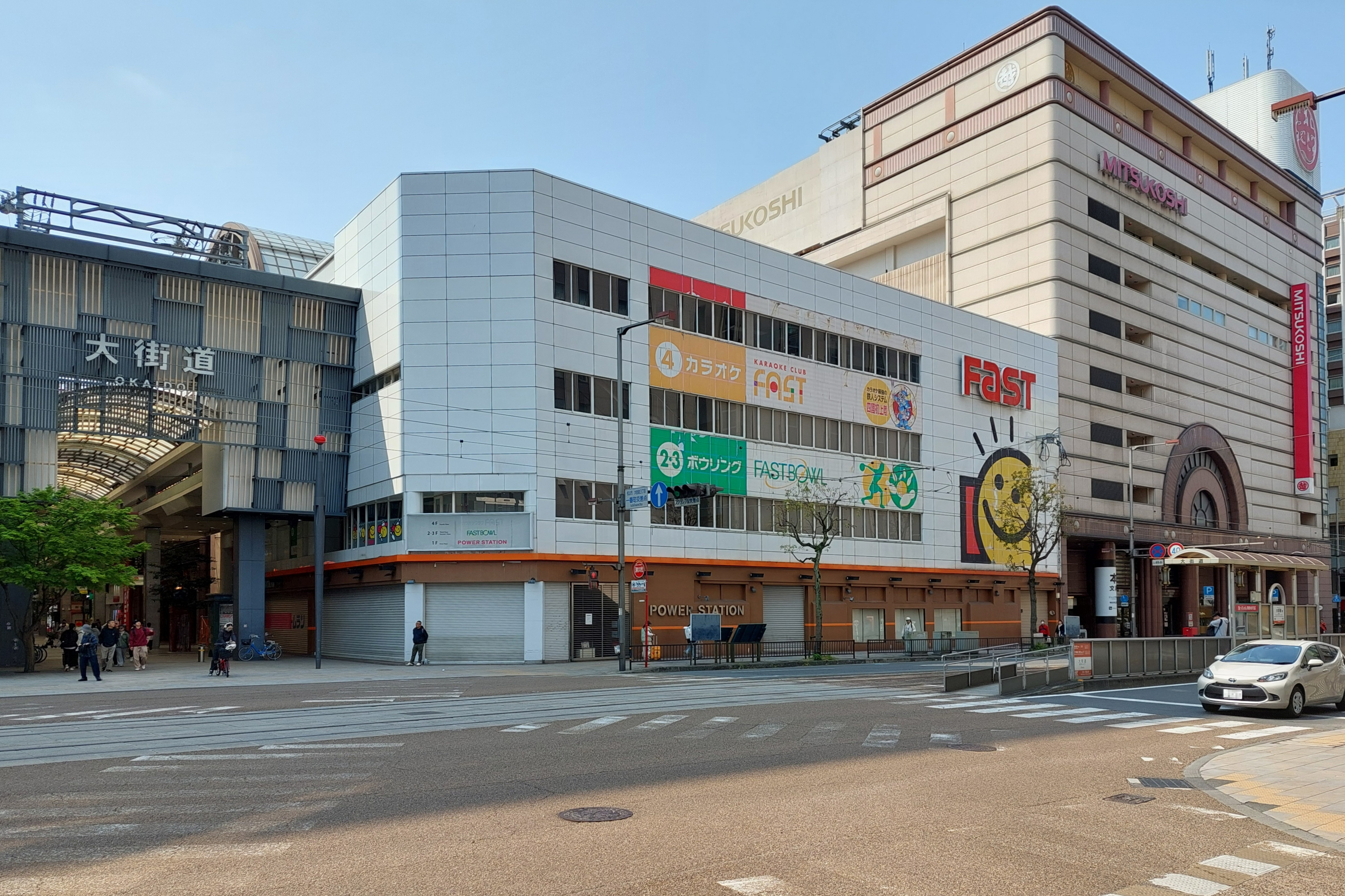
2024年10月に営業を終了した大街道入口のFASTビル

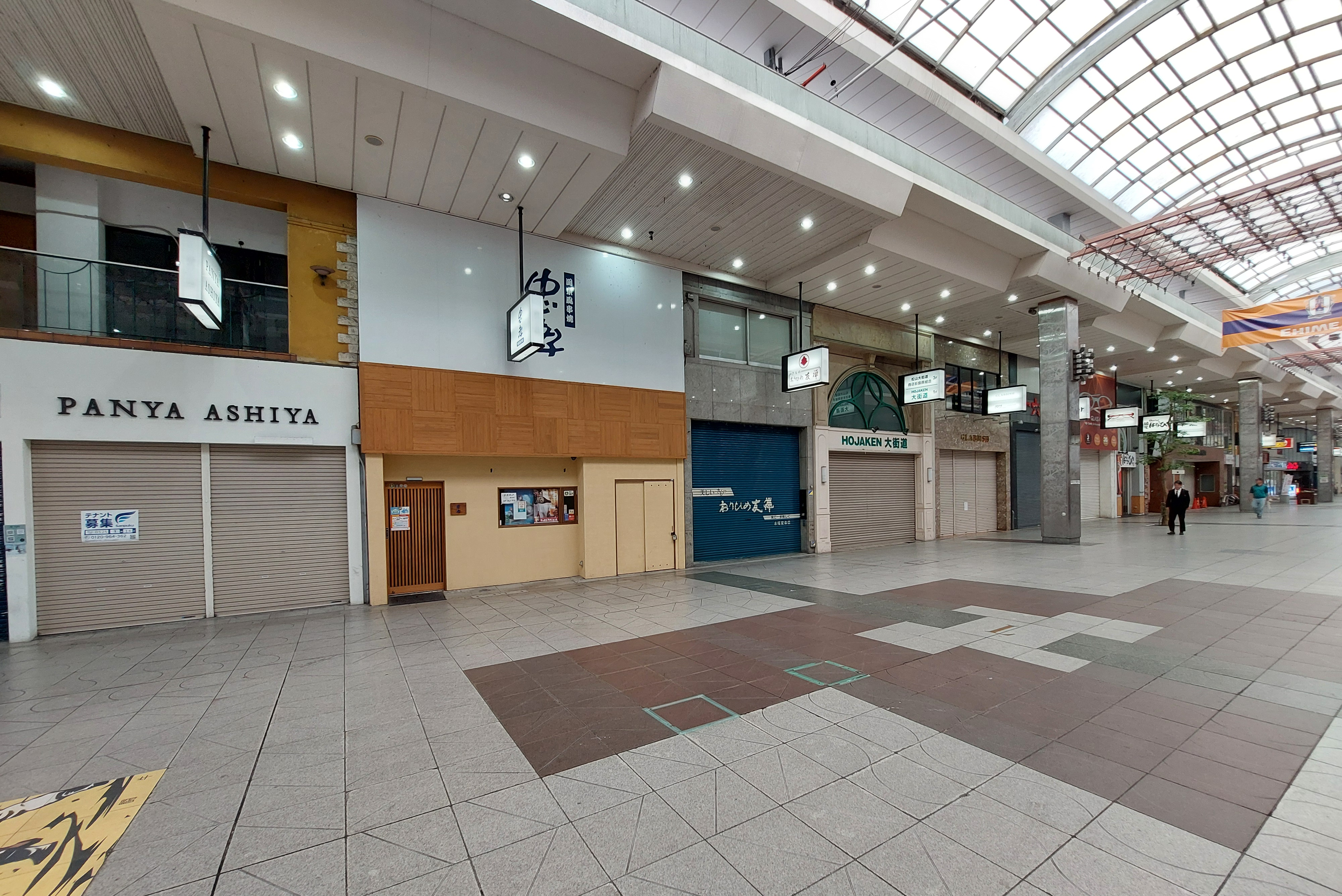
シャッター通り化が進む大街道商店街（2024年5月）

大街道商店街（おおかいどうしょうてんがい）は、愛媛県松山市の中心市街地にある全蓋式アーケード商店街。商店街一帯は市内最大の繁華街・歓楽街であり、松山中央商店街の一部。

## 概要
一番町通り（国道11号）から千舟町通りにかけての全長483mの南北方向の商店街で、東西方向に伸びる銀天街とともに松山市を代表する商店街の一つ。全蓋式のアーケードが設置されている。商店街とその周辺は四国のみならず全国の地方都市でも有数の規模を誇る一大商業地として発展している。
現在では歩行者専用となっているが、1982年までは、車道両端の歩道上に片側アーケードを設置した形の商店街であった。北端に一番町通り（国道11号/国道33号）・ロープウェー街・伊予鉄道の市内電車（路面電車、軌道）の大街道停留場と接し、近傍に松山三越、ANAクラウンプラザホテル松山（以上は一番町通の南側）、東急REIホテル（旧：東急イン）、スターバックスが入居している伊予鉄会館（以上一番町通りの北側）がある。南端は千舟町通り（旧国道33号）をはさんで松山銀天街と接している。
業種構成は、ファッション店舗、身回品店舗が多いが、遊技場（パチンコ店）、ゲームセンター等も多い。銀天街に比べるとやや間口の広い店舗が多い。かつては商店街とその脇道に映画館も数館存在したが、現在は一館のみ（シネマサンシャイン大街道）となっている。また、ダイエー系のスーパーマーケットも商店街の中にあったが、現在は業種転換している。なお、商店街の東一帯は「北京町」（きたきょうまち）と呼ばれる歓楽街である。
商店街組合は南北で2つある。

## 歴史

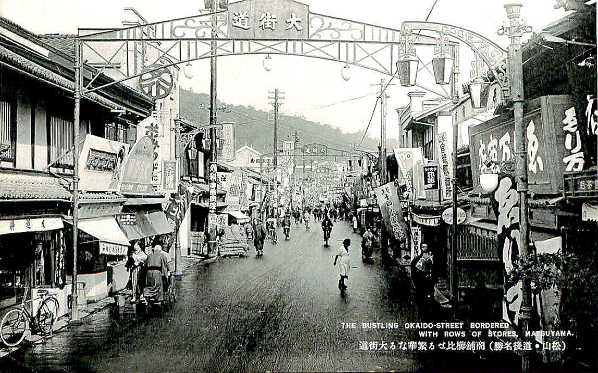
戦前の大街道商店街（その1）

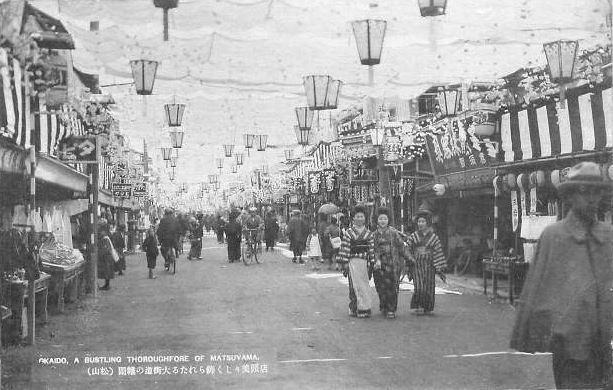
戦前の大街道商店街（その2）

- 松山藩の城下町として古くから開けた古町（こまち）から呉服商等が移って来て町を形成していった。
- 大正時代初期に用水路が埋め立てられ、広い通りができて、松山随一の商店街を形成した。このころ大街道という通称が定着したと伝えられる。
- 1929年（昭和4年）までは小唐人町（ことうじんまち）と呼ばれていた。
- 太平洋戦争前、片側に柳の並木があった。このころ、松山銀座とも別称されたほどにぎわった。
- 太平洋戦争の空襲で灰燼に帰した。
- 1946年（昭和21年）、三越松山店開設。
- 1968年（昭和43年）、片側アーケード設置
- 1982年（昭和57年）10月、歩行者専用道路への移行に伴い、全蓋アーケード化。
- 1983年（昭和58年）、ラフォーレ原宿・松山開店
- 2008年（平成20年）、ラフォーレ原宿・松山閉店
- 2015年（平成27年）、AEL MATSUYAMA開店

## 交通
- 伊予鉄道城南線（路面電車）
  - 大街道停留場
- バス停
  - 一番町通りの南の三越前と、北側のいよてつ会館東にあり、市内バス・郊外バス、高速バス、JR四国バス、瀬戸内運輸が停車する。